# ألفارو لوزانو
ألفارو لوزانو (بالإسبانية: Álvaro Lozano)‏ هو دراج كولومبي، ولد في 14 مايو 1964 في كوكوتا في كولومبيا.

## وصلات خارجية
- ألفارو لوزانو على موقع أرشيف الدراجات (الإنجليزية)
- ألفارو لوزانو على موقع إحصائيات الدراجات الإحترافية (الإنجليزية)